# یورونیوز
یورونیوز، نام یک شبکهٔ خبری ۲۴ ساعتهٔ اروپایی است که زیر نظر کمیسیون ارتباطات اتحادیهٔ اروپا وابسته به اتحادیهٔ اروپا فعالیت می‌کند.
این شبکه در ۱ ژانویهٔ ۱۹۹۳ میلادی راه‌اندازی شد و در آخرین برآورد شرکت SOCEMIE (مرکب از شبکه‌های دولتی نوزده کشور اروپایی که اداره‌کنندهٔ یورونیوز محسوب می‌شوند) با پوشش خبری در ۲۰۰ میلیون خانه در ۱۲۱ کشور جهان، پربیننده‌ترین شبکهٔ خبری اروپایی در جهان است. یورونیوز همچنین با قابل دسترسی بودن برای بیش از ۱۶۷ میلیون خانوادهٔ اروپایی، پربیننده‌ترین شبکهٔ خبری در اروپاست.

## برنامه‌ها
برنامه‌ها با آرمان انعکاس رویدادهای جهان از دید اروپایی تنظیم می‌شوند و پخش خبر، مرور مطبوعات، اقتصاد، سرخط اخبار، اخبار اروپا، ورزش، زندگی در اروپا، فرهنگ، رخدادهای آتی، فناوری و مصاحبه از برنامه‌های اصلی آن به‌شمار می‌روند.
ویژگی منحصربه‌فرد برنامه‌های یورونیوز این است که تماماً به صورت اخبار تصویری هستند و بینندگان چهرهٔ هیچ‌یک از مجریان را نمی‌بینند.

## زبان‌ها
هم‌اکنون سیزده زبان شامل انگلیسی، فرانسوی، آلمانی، ایتالیایی، اسپانیایی، پرتغالی، روسی، عربی، ترکی استانبولی،  فارسی، اوکراینی، یونانی، مجاری و لهستانی (لهستانی فقط با انتخاب صدا بر روی برنامهٔ انگلیسی) برای یورونیوز قابل انتخاب هستند. تصاویر پخش شده از تمامی این سرویس‌ها یکسانند و تفاوت تنها در منوی صدا می‌باشد که توسط آن اخبار و گزارش‌ها به زبان‌های گوناگون بازگو می‌شوند. در سال ۲۰۱۷ برنامهٔ تلویزیونی به زبان‌های فارسی، عربی و ترکی استانبولی متوقف شد، اما وبگاه خبری برای این زبان‌ها همچنان فعال بود تا اینکه در ژوئن ۲۰۲۵، مجددا برنامه‌های تلویزیونی یورونیوز به زبان فارسی از سر گرفته شد.

### بخش فارسی
بخش فارسی یورونیوز دهمین سرویس زبانی شبکهٔ یورونیوز است.
| #  | زبان                                                      | تاریخ          |
| -- | --------------------------------------------------------- | -------------- |
| ۱  | انگلیسی                                                   | ۱ ژانویهٔ ۱۹۹۳  |
| ۲  | فرانسوی                                                   | ۱ ژانویهٔ ۱۹۹۳  |
| ۳  | المانی                                                    | ۱ ژانویهٔ ۱۹۹۳  |
| ۴  | ایتالیایی                                                 | ۱ ژانویهٔ ۱۹۹۳  |
| ۵  | اسپانیایی                                                 | ۱ ژانویهٔ ۱۹۹۳  |
| ۶  | پرتغالی                                                   | نوامبر ۱۹۹۹    |
| ۷  | روسی                                                      | سپتامبر ۲۰۰۱   |
| ۸  | عربی                                                      | ۱۲ ژوئیهٔ ۲۰۰۸  |
| ۹  | ترکی                                                      | ۳۰ ژانویهٔ ۲۰۱۰ |
| ۱۰ | فارسی                                                     | ۲۷ اکتبر ۲۰۱۰  |
| ۱۱ | اوکراینی                                                  | ۲۴ اوت ۲۰۱۱    |
| ۱۲ | یونانی                                                    | ۱۸ دسامبر ۲۰۱۲ |
| ۱۳ | مجاری                                                     | ۳۰ مهٔ ۲۰۱۳     |
| ۱۴ | لهستانی (لهستانی فقط با انتخاب صدا بر روی برنامهٔ انگلیسی) | ۱۶ دسامبر ۲۰۱۱ |

## نشان‌واره‌ها

یکمین نشان (۲۰۰۸-۱۹۹۳)
دومین نشان (۲۰۱۶-۲۰۰۸)
سومین نشان (تاکنون-۲۰۱۶)